# Щербаков, Пётр Павлович
Пётр Павлович Щербаков (15 февраля 1913, станица Стодеревская — 1 марта 1945) — командир батальона 712-го стрелкового полка (132-я стрелковая дивизия, 47-я армия, 1-й Белорусский фронт), майор. Герой Советского Союза.

## Биография
Родился 15 февраля 1913 года в станице Стодеревская в семье терских казаков. Окончил 5 классов. После окончания школы механиков работал в МТС. В 1935—1937 годах служил в РККА в Терском казачьем конно-артиллерийском полку, БССР, г. Гомель.

#### Великая Отечественная война
В июне 1941 года был вновь призван в Красную Армию Моздокским РВК Северо-Осетинской АССР. В 1942 году окончил высшие тактическо-стрелковые курсы «Выстрел».
Воевал на Южном, Северо-Кавказском, Закавказском, Воронежском, Степном, 1-м Украинском и 1-м Белорусском фронтах.
Был ранен 25 декабря 1942 года под Новороссийском.

##### Подвиг
Особо отличился в январе 1945 года, командуя штурмовым батальоном, при форсировании реки Висла и расширении плацдарма на её западном берегу.
Указом Президиума Верховного Совета СССР от 27 февраля 1945 года за умелое командование подразделением, мужество и героизм, проявленные при форсировании Вислы и в боях на захваченном плацдарме майору Щербакову Петру Павловичу присвоено звание Героя Советского Союза с вручением ордена Ленина и медали «Золотая Звезда».
1 марта 1945 года Пётр Павлович Щербаков был убит в бою в районе города Кюстрин (Польша). Захоронен в городе Щецин (Польша), перезахоронен в Калининграде.

## Награды
- Медаль «Золотая Звезда» (27.02.1945)[2];
- орден Ленина (27.02.1945);
- орден Александра Невского (06.11.1944)[4];
- орден Красной Звезды (09.07.1944)[5].